# کامران علی‌اف
کامران علی‌اف (ترکی آذربایجانی: Kamran Qurban oğlu Əliyev؛ زادهٔ ۱۵ اکتبر ۱۹۹۸) بازیکن فوتبال اهل روسیه است.
از باشگاه‌هایی که در آن بازی کرده‌است می‌توان به باشگاه فوتبال خیمکی اشاره کرد.
وی همچنین در تیم ملی فوتبال زیر ۲۰ سال جمهوری آذربایجان بازی کرده‌است.